# Amoni hydroxide
Amoni hydroxide, hay dung dịch amonia, còn được gọi là nước amonia, amoni hydroxide, rượu ammoniacal, nước amonia, hoặc đơn giản là amonia, là dung dịch amonia tan trong nước, có công thức hoá học là NH3(aq) hay NH4OH. Đây là một hydroxide được tạo thành khi amonia tan trong nước và có tính kiềm khá yếu.

## Tính chất

### Tính chất vật lí
- NH4OH là một dung dịch không màu, bay mùi mạnh và có mùi khai đặc trưng của NH3.
- Khối lượng mol: 35,04 g/mol.
- Độ pH: Có dạng khí và dạng lỏng (tan vào nước) đều cho ra dung dịch tính kiềm yếu, pH≈12.
- Mật độ: 910 kg/m³ (25 % w/w) hoặc 880 kg/m³ (35 % w/w).
- Điểm sôi: 37.7 °C (25 % w/w).
- Điểm tan chảy: -57.7 °C (25 % w/w) hoặc −91.5 °C (35% w/w).
- Điểm đóng băng (oC): -77,7oC (tinh thể màu trắng).

### Tính chất hóa học
NH4OH có những tính chất hóa học như sau:
1. Amoni hydroxide (NH4OH) có tính base yếu
- Amoni hydroxide là một dung dịch base yếu (dù ngày nay người ta đã chứng minh được rằng không tồn tại phân tử có công thức hóa học là NH4OH) và kém bền, bị phân hủy thành khí NH3 và nước. Theo phương trình phản ứng sau:

{\displaystyle {\ce {NH4OH -> NH3 +H2O}}}
Hoặc là bằng phương trình điện ly:
{\displaystyle {\ce {NH3 + H2O}}} {\displaystyle \leftrightarrows } {\displaystyle {\ce {NH4+ +OH-}}}
- Tác dụng được với dung dịch acid để tạo thành muối amoni:

{\displaystyle {\ce {2NH3 + H2SO4 -> (NH4)2SO4}}}
Hoặc đơn giản bằng phương trình điện ly rút gọn sau:
{\displaystyle {\ce {NH3 + H+ -> NH4+}}}
- Có khả năng làm kết tủa nhiều hydroxide kim loại khi tác dụng với dung dịch muối của chúng:

{\displaystyle {\ce {Al+3 +3NH3 + 3H2O -> Al(OH)3v + 3NH+}}}
{\displaystyle {\ce {4Al3+ +3NH3 + 3H2O->Al(OH)3v + 3NH4+}}}
2. Có khả năng tạo phức
Dung dịch NH4OH có khả năng hòa tan hydroxide hay muối ít tan của một số kim loại, tạo thành các dung dịch phức chất kém bền.
Ví dụ:
{\displaystyle {\ce {Cu(OH)2 + 4NH3 <=> [Cu(NH3)4](OH)2}}} (màu xanh thẫm)
{\displaystyle {\ce {AgCl + 2NH3 <=> [Ag(NH3)2]Cl}}}
Lưu ý: Sự tạo thành các ion phức là do sự kết hợp giữa các phân tử NH3 bằng các electron chưa sử dụng của nguyên tử nitơ với ion kim loại.

## Ứng dụng
Amoni hydroxide NH4OH có nhiều tác dụng nổi bật và được ứng dụng rộng rãi trong cuộc sống, sản xuất như:
- Được sử dụng như một công chất làm lạnh ở trong nhiều ngành công nghiệp.
- Dung dịch Amonia (1-3%) là thành phần chất tẩy rửa khá quan trọng, sử dụng phổ biến trong các hộ gia đình.

Dung dịch Amonia (1-3%) là thành phần chất tẩy rửa
- Trong công nghiệp: Dung dịch amonia được dùng để làm tiền chất trong điều chế các Alkyl amine.
- Được sử dụng nhiều cho việc xử lý nước thải.
- Trong công nghiệp thực phẩm: Được dùng trong việc làm bánh hoặc được sử dụng để làm chất điều chỉnh độ chua cho các loại thực phẩm.
- Ngành sản xuất đồ nội thất: Dung dịch amonia được dùng để làm tối màu gỗ hoặc nhuộm màu gỗ.

NH4OH ứng dụng trong ngành sản xuất đồ nội thất

## Các nguy hiểm chính và cách xử lí
Amonia vốn là một chất độc, nguy hiểm với tính ăn mòn khá mạnh. Tùy mỗi trường hợp mà các cách xử lí tai nạn do amoni hydroxide sẽ khác nhau:
1. Khi NH4OH tiếp xúc với mắt
NH4OH nếu như tiếp xúc với mắt sẽ gây dị ứng, hoặc cũng có thể gây bỏng dẫn đến mù loà.
Cách xử lý: Khi bị văng hay dây vào mắt, cần rửa mắt ngay với nước sạch ít nhất 15 phút trong khi giữ mí mắt hở (nếu đeo kính áp tròng cần bỏ ra). Sau đó đưa nạn nhân đến cơ sở y tế gần nhất.
2. Đường hô hấp
Tùy thuộc vào mức độ hít phải Amoni Hydroxide NH4OH có thể gây hắt hơi, sổ mũi, ngạt thậm chí phù phổi và tử vong. Liều gây chết: khoảng 5000ppm.
Cách xử lý: Cần đưa nạn nhân ra những nơi thoáng khí nếu như hít phải. Trong trường hợp không hồi phục nhanh chóng, nên chuyển bệnh nhân đến cơ sở y tế để được can thiệp kịp thời. Lưu ý trong quá trình phải giữ nạn nhân ở tư thế thuận lợi để hô hấp.
3. Khi tiếp xúc với da
Nếu như tiếp xúc với da có thể gây dị ứng hoặc bỏng.
Cách xử lý: Cần cởi bỏ quần áo bị dính sản phẩm ngay lập tức, ngâm phần da dính phải vào nước sạch ít nhất 15 phút (nếu có thể hãy rửa cùng xà phòng sau đó) và chuyển nạn nhân đến cơ sở y tế ngay nếu như da xuất hiện sưng, đau hay phồng rộp...
4. Đối với đường tiêu hóa
Nếu nuốt phải Amoni Hydroxide có thể gây bỏng thực quản, dạ dày... xuất hiện các triệu chứng đau ngực, buồn nôn. Liều gây tử vong: 3-4ml.
Cách xử lý: Đây là một trường hợp vô cùng nguy hiểm, chính vì vậy khi nghi ngờ nuốt cần phải chuyển ngay đến trung tâm y tế để điều trị kịp thời nhất.